# Kelsey Asbille
Kelsey Asbille, née Kelsey Asbille Chow le 9 septembre 1991 à Columbia en Caroline du Sud, est une actrice américaine. Jusqu'en 2017, elle emploie le nom Kelsey Chow.

## Biographie
Kelsey Asbille Chow est née à Columbia (Caroline du Sud), le 9 septembre 1991 d'une mère américaine, Jean, d'origine anglaise et allemande et d'un père Taïwanais, Jim,. Elle a un frère et une sœur.
Ses grands-parents paternels ont quitté la Chine en 1948 pour s'installer à Taïwan où est d'ailleurs né son père.

### Vie privée
Elle a été en couple avec Hutch Dano en 2009. Puis avec Ethan Peck de novembre 2010 jusqu'en 2011.
Elle a été en couple avec l'acteur britannique William Moseley de 2012 à 2018,.
Elle est actuellement en couple avec Miles Joris-Peyrafitte.

## Carrière
Après avoir expérimenté le milieu du théâtre, elle a obtenu un rôle à la télévision pour la première fois en 2005, alors âgée de 13 ans, avec le rôle de Gigi Silveri dans la série Les Frères Scott, rôle qu'elle tient jusqu'en 2009. C'est sur le tournage de cette série qu'elle vit également son premier baiser.
Elle est aussi co-vedette dans le Disney Channel Original Movie, Bienvenue chez les scouts et obtient le rôle qui la fait connaître, celui de Mickayla dans la série de Disney XD, Paire de rois en 2010.
Elle a joué dans de nombreuses séries télévisées comme dans Teen Wolf (personnage de Tracy Stewart) de 2015 à 2016 et Yellowstone (Monica Dutton) depuis 2018.

## Filmographie

### Cinéma

#### Longs métrages
- 2012 : The Amazing Spider-Man de Marc Webb : Sally Avril
- 2012 : The Wine of Summer de Maria Matteoli : Brit
- 2013 : Run de Simone Bartesaghi : Emily Baltimore
- 2015 : Full of Grace d'Andrew Hyatt : Zara
- 2017 : Wind River de Taylor Sheridan : Natalie Hanson
- 2024 : Don't Move d'Adam Schindler : Iris

#### Court métrage
- 2014 : Found Footage de Charles Ingram : La femme

### Télévision

#### Séries télévisées
- 2007 : La Vie de palace de Zack et Cody (The Suite Life of Zack & Cody) : Dakota
- 2005-2009 : Les Frères Scott (One Tree Hill) : Gigi Silveri
- 2010-2013 : Paire de rois (Pair of Kings) : Mikayla
- 2014 : Baby Daddy : Stéphanie
- 2015-2016 : Teen Wolf : Tracy Stewart
- 2017 : Embeds : Marissa
- 2018 : Splitting Up Together : Charlotte
- 2018 - 2023 : Yellowstone : Monica Dutton
- 2020 : Fargo : Swanee Capps

#### Téléfilms
- 2010 : Bienvenue chez les scouts (Den Brother) de Mark L. Taylor : Matisse Burrows
- 2017 : Un café et un nuage d'amour (Brimming with Love) de W.D. Hogan : Allie Morgan

### Clips
- 2013 : Bonnie McKee - Sleepwalker : Jenny
- 2015 : Hayley Kiyoko - Girls Like Girls : Sonya